# Haudivillers
Haudivillers és un municipi francès, situat al departament de l'Oise i a la regió dels Alts de França. L'any 2007 tenia 781 habitants.

## Demografia

### Població
El 2007 la població de fet de Haudivillers era de 781 persones. Hi havia 290 famílies de les quals 62 eren unipersonals (35 homes vivint sols i 27 dones vivint soles), 110 parelles sense fills, 102 parelles amb fills i 16 famílies monoparentals amb fills.
La població ha evolucionat segons el següent gràfic:
Habitants censats

### Habitatges
El 2007 hi havia 330 habitatges, 297 eren l'habitatge principal de la família, 15 eren segones residències i 18 estaven desocupats. 317 eren cases i 12 eren apartaments. Dels 297 habitatges principals, 266 estaven ocupats pels seus propietaris, 28 estaven llogats i ocupats pels llogaters i 3 estaven cedits a títol gratuït; 4 tenien una cambra, 11 en tenien dues, 32 en tenien tres, 88 en tenien quatre i 162 en tenien cinc o més. 208 habitatges disposaven pel capbaix d'una plaça de pàrquing. A 108 habitatges hi havia un automòbil i a 169 n'hi havia dos o més.

### Piràmide de població
La piràmide de població per edats i sexe el 2009 era:
| Homes | Edats   | Dones |
| ----- | ------- | ----- |
| 0     | 95 o +  | 0     |
| 0     | 90 a 94 | 4     |
| 8     | 85 a 89 | 0     |
| 4     | 80 a 84 | 8     |
| 8     | 75 a 79 | 8     |
| 12    | 70 a 74 | 12    |
| 12    | 65 a 69 | 8     |
| 16    | 60 a 64 | 16    |
| 12    | 55 a 59 | 0     |
| 32    | 50 a 54 | 44    |
| 28    | 45 a 49 | 28    |
| 40    | 40 a 44 | 32    |
| 48    | 35 a 39 | 20    |
| 24    | 30 a 34 | 44    |
| 28    | 25 a 29 | 40    |
| 20    | 20 a 24 | 20    |
| 40    | 15 a 19 | 12    |
| 28    | 10 a 14 | 28    |
| 36    | 5 a 9   | 48    |
| 40    | 0 a 4   | 32    |

## Economia
El 2007 la població en edat de treballar era de 543 persones, 398 eren actives i 145 eren inactives. De les 398 persones actives 358 estaven ocupades (192 homes i 166 dones) i 41 estaven aturades (16 homes i 25 dones). De les 145 persones inactives 66 estaven jubilades, 48 estaven estudiant i 31 estaven classificades com a «altres inactius».

### Ingressos
El 2009 a Haudivillers hi havia 298 unitats fiscals que integraven 813,5 persones, la mediana anual d'ingressos fiscals per persona era de 19.063 €.

### Activitats econòmiques
Dels 23 establiments que hi havia el 2007, 2 eren d'empreses alimentàries, 3 d'empreses de construcció, 7 d'empreses de comerç i reparació d'automòbils, 3 d'empreses de transport, 1 d'una empresa d'hostatgeria i restauració, 1 d'una empresa financera, 2 d'empreses de serveis i 4 d'empreses classificades com a «altres activitats de serveis».
Dels 8 establiments de servei als particulars que hi havia el 2009, 1 era una oficina de correu, 1 taller de reparació d'automòbils i de material agrícola, 1 paleta, 1 lampisteria, 1 empresa de construcció, 2 perruqueries i 1 restaurant.
Dels 4 establiments comercials que hi havia el 2009, 3 eren fleques i 1 una joieria.
L'any 2000 a Haudivillers hi havia 8 explotacions agrícoles que ocupaven un total de 680 hectàrees.

## Equipaments sanitaris i escolars
El 2009 hi havia una escola elemental.

## Poblacions més properes
El següent diagrama mostra les poblacions més properes.